# 台東直隸州知州
台東直隸州知州（たいとうちょくれいしゅうちしゅう）は、清末に台湾が正式に省とされ、台東に州が設置された際に設置された台東地区の地方官の名称。清朝統治時代における台東地区の最高地方長官であった。1888年に初めて設置され、官秩は正五品である。近現代の中国における著名な学者である胡適の父、胡伝が知州を任じられ、現在でも台東市市内にその号を冠した鉄花路が存在している。

## 歴代知州
1. 呉本杰 : 1888年（光緒14年）- 1889年（光緒15年）
2. 王維敘 : 1889年（光緒15年）
3. 高垚 : 1889年（光緒16年） - 1890年（光緒16年）
4. 温培華 : 1890年（光緒16年）
5. 隆同知 : 1890年（光緒16年）
6. 宋維釗 : 1890年（光緒17年） - 1891年（光緒18年）
7. 呂兆璜 : 1891年（光緒17年） - 1892年（光緒18年）
8. 管元善 : 1892年（光緒18年） - 1893年（光緒19年）
9. 胡伝 : 1893年（光緒19年） - 1895年（光緒21年）
10. 張儀春 : 1895年（光緒21年）